# St. Ignace
St. Ignace ist eine Stadt (City) im US-Bundesstaat Michigan. Beim Census im Jahr 2020 zählte St. Ignace 2.306 Einwohner.

## Geographie
St. Ignace liegt im Süden der Oberen Halbinsel am Nordufer der Mackinacstraße, welche den Michigansee mit dem Huronsee verbindet. St. Ignace ist Verwaltungssitz (County Seat) des Mackinac County. Die acht Kilometer lange Mackinac Bridge verbindet St. Ignace mit Mackinaw City auf der Unteren Halbinsel, dem südlichen Teil von Michigan. Die St. Ignace Township grenzt im Norden an die Stadt, ist jedoch politisch eigenständig.

## Geschichte
Der französische Jesuit und Entdecker Jacques Marquette gründete 1671 an dieser Stelle eine Missionsstation. Die Stadt wurde nach Ignatius von Loyola, einem Mitbegründer des Jesuitenordens, benannt. Nach dem Abzug der Jesuiten im Jahr 1705 übernahmen die Engländer den Ort. Nach Ende des Amerikanischen Unabhängigkeitskriegs wurde das Gebiet Teil der Vereinigten Staaten von Amerika. Am 23. Februar 1882 bekam St. Ignace den Status Village, ein Jahr später die Stadtrechte (City).
1882 verband eine Eisenbahnlinie St. Ignace mit Detroit. Es wurde Eisenerz und Holz verschifft. Anfang der 1900er war ferner der kommerzielle Fischfang ein wichtiger Wirtschaftsfaktor für St. Ignace.

## Verkehr
St. Ignace liegt an der Interstate 75 zwischen Saginaw und dem an der kanadischen Grenze gelegenen Sault Ste. Marie.
Der westliche Abschnitt des U.S. Highway 2 endet in St. Ignace.

## Tourismus
In den Sommermonaten kann die nahe gelegene Mackinac Island, eine beliebte Touristenattraktion und Sommerfrische, von St. Ignace aus per Fähre erreicht werden. In St. Ignace befindet sich das Father Marquette National Memorial. Des Weiteren gibt es in der Stadt das Museum of Ojibwa Culture.

## Persönlichkeiten
- Aubrey Fitch (1883–1978), Admiral der United States Navy